# Эспинас-Возель
Эспина́с-Возе́ль (фр. Espinasse-Vozelle) — коммуна во Франции, находится в регионе Овернь. Департамент коммуны — Алье. Входит в состав кантона Эскюроль. Округ коммуны — Виши.
Код INSEE коммуны — 03110.
Коммуна образована в 1825 году в результате слияния коммун Эспинас и Возель.

## Население
Население коммуны на 2008 год составляло 850 человек.
| 1962 | 1968 | 1975 | 1982 | 1990 | 1999 | 2008 |
| ---- | ---- | ---- | ---- | ---- | ---- | ---- |
| 471  | 485  | 500  | 559  | 736  | 739  | 850  |

## Экономика
В 2007 году среди 545 человек в трудоспособном возрасте (15—64 лет) 414 были экономически активными, 131 — неактивными (показатель активности — 76,0 %, в 1999 году было 72,0 %). Из 414 активных работали 378 человек (197 мужчин и 181 женщина), безработных было 36 (18 мужчин и 18 женщин). Среди 131 неактивных 35 человек были учениками или студентами, 62 — пенсионерами, 34 были неактивными по другим причинам.